# Tupoljev Tu-144
Tupoljev Tu-144 (rus. Туполев 144, NATO naziv: Charger) je prvi nadzvučni putnički zrakoplov na svijetu. U povijesti putničkog zrakoplovstva bila su samo dva nadzvučna zrakoplova u komercijalnoj uporabi, a to su Tupoljev 144 i Francusko-Britanski Concorde. 
Tupoljev 144 je proizvod ruske tvrtke Tupoljev za proizvodnju putničkih i vojnih zrakoplova smještene u Moskvi. Ime je dobila po sovjetskom graditelju zrakoplova Andreju Nikolajeviču Tupoljevu. Proizvodnju je vodio ured Alekseja Andrejeviča Tupoljeva.
Prototip je poletio prvi put 31. prosinca 1968. u blizini Moskve, što je dva mjeseca prije prvog leta Concordea! Zvučni zid je probio prvi put 5. lipnja 1969., a 15. srpnja 1969. postao je prvi komercijalni (civilni) zrakoplov koji je probio čarobnu granicu od 2 Macha.
Zapadni mediji dali su mu nadimak Concordski (ponekad Konkordski), aludirajući tako na Concorde kojemu je Tu-144 bio sličan. 

## Razvoj
Razvoj Tu-144 mnogi povezuju s industrijskim uhođenjem protiv francuske tvrtke Aérospatiale koja je proizvodila Concorde, iako je Tu-144 poletio prvi. Kad je Sergej Pavlov (službeni predstavnik Aeroflota u Parizu) uhićen 1965., imao je detaljne nacrte kočionog sustava, stajnog trapa i kostura Concordea. Još jedan agent imenom Sergej Fabijev, koji je uhićen 1977., posjedovao je cijele nacrte prototipa Concordea unazad 60.-ih godina. Međutim, to su bili nacrti u ranom razdoblju razvitka Concordea i nisu mogli pomoći sovjetskim graditeljima u daljnjem samostalnom razvitku zrakoplova, nego su poslužili samo kao grubi uvid u rad graditelja Concordea.
Sličnost Tu-144 s britansko-francuskim nadzvučnim zrakoplovom bila je na prvi pogled velika, međutim razlike u upravljanju, navigaciji i pogonskom sustavu bile su značajne. Također kao i Shuttle Buran program, koji je bio odgovor na Space Shuttle program, na kraju je ispao sasvim različit od svog američkog predstavnika. Tu-144 bio je u nekim tehnološkim pogledima napredniji zrakoplov. Značajne nadogradnje i promjene napravljene su na prototipu Tu-144 (serijski broj 68001). Također značajna razlika je u tome što je Tu-144 imao dvostruko delta krilo za razliku od kompleksnijeg "gotičkog" krila na Concordeu, tako da mu je ugrađen stabilizator visine (kanard) u nosnom dijelu zrakoplova, kako bi se stabilizirao let pri malim brzinama.
Na Paris Air Showu 3. lipnja 1973. razvojni program doživio je veliki slom kad se prvi serijski proizvedeni Tu-144S (registracije 77102) srušio. U zraku je napravio presnažan okret nadolje. Pokušavajući se uspraviti iz smrtonosnog poniranja, on se raspao zbog prevelikih vršnih sila koje kostur nije mogao podnijeti te se srušio uništeći petnaest kuća i ubivši svu šesteročlanu posadu i osmero ljudi na zemlji.
Razlozi ove tragične nesreće ostaju nerazjašnjeni i danas. Popularna je teorija koja kaže kako je Tu-144 bio prisiljen izbjeći sudar s francuskim lovcem Mirage, koji je pokušao fotografirati njegov stabilizator visine (kanard), koji su bila vrlo napredno napravljena. Zbog toga su, navodno, francuska i sovjetska vlada bile u tajnom sporazumu kako bi prikrile ovu činjenicu. Francuski izvještaj s mjesta nesreće je nijekao postojanje lovca Mirage, možda zato što je sudjelovao u industrijskom uhođenju. 
Sljedeća teorija govori kako su Sovjeti uspjeli pronaći crnu kutiju i dekodirati podatke. Razlog je, navodno, promjena postavki unošenja podataka u samoustaljujući upravljač od strane inženjera prije samog uzleta. Te promjene su napravljene kako bi Tu-144 pokazao bolja svojstva u zraku od Concordea za vrijeme pokaznog leta. Nažalost, te su postavke loše utjecale na one tvorničke što je dovelo do velikog povećanja kuta penjanja, što je rezultiralo slomom uzgona i konačno dovelo do nesreće.
Treća teorija govori o englesko/francuskoj sabotaži. Glavni razlog za ovu teoriju je taj kako su Englezi i Francuzi znali kako će Sovjeti ukrasti nacrte. Zato su svjesno podmetnuli netočne nacrte koje sadrže nepravilnosti u izgradnji zrakoplova.

## U službi
Postojale su tri vrste Tu-144: Tu-144S, Tu-144D i Tu-144LL.
Tu-144S ušao je službu 26. prosinca 1975. prevozeći poštu i teret između Moskve i Alma-Ate. Kasnije u studenom 1977. počeo je prevoziti putnike, sve dok prvi Tu-144D nije doživio kvar u letu za vrijeme probnog leta, dok je prevozio teret, te se srušio 23. svibnja 1978. i pritom je poginula sva posada. Dne 1. lipnja 1978. bit će pedeset peti i zadnji let Tu-144 s putnicima.
Aeroflot počinje iznova letjeti s novim Tu-144D na duljem putu između Moskve i Khabarovska 23. lipnja 1979. To je bilo moguće zahvaljujući učinkovitijim motorima RD-36-51. Nakon pedeset pet putničkih letova, Tu-144D je obavio još dodatnih sto dva i tada se prestao koristiti u putničke svrhe. 
Poznato je kako je Aeroflot koristio Tu-144D i nakon službenog prestanka s letovima, s letovima koji nisu bili službeno na rasporedu tijekom 1980.-ih. Prema jednoj izjavi letio je između Krima i Kijeva 1987. godine.

## Proizvodnja
Sveukupno šesnaest uporabljivih Tu-144 je bilo napravljeno: prototip Tu-144 registracije 68001, predserijski Tu-144S registracije 77101, devet serijski proizvedenih Tu-144S registracije 77102–77110 i pet Tu-144D registracije 77111–77115. Tu je također bio i najmanje jedan pokus na zemlji s tijelom zrakoplova koji se provodio usporedo s razvojem prototipa 68001.
Tu-144S je imao NK-144 turbo ventilatorske motore, a kasnije Tu-144D dobiva snažniji RD-36-51 motor, s boljom iskoristivošću goriva (posebice za vrijeme superkrstarenja, a bez uporabe komore dogorijevanja) te dulji dolet. To je također bio i jedan od posljednjih putničkih zrakoplova, pored ranog Tu-134, koji je koristio padobran kao kočnicu pri zaustavljanju za vrijeme slijetanja na pistu.
Uzorci opremljeni s NK-144 turbo ventilatorskim motorom nisu mogli krstariti brzinom od 2 Macha bez uporabe komore dogorijevanja. Najveća brzina krstarenja bez uporabe komore dogorijevanja bila je 1,6 Macha.

## Uporaba nakon proizvodnje
Iako je posljednji komercijalni putnički let bio 1978., proizvodnja Tu-144 nije prestala još narednih šest godina, sve do 1984. kada je nepotpuna izgradnja Tu-144D registracije 77116 prestala. Tijekom 1980.-ih posljednja dva zrakoplova su bila korištena za laboratorijske pokuse, uključujući i istraživanje oštećivanja ozona na velikim visinama. 
Ranih 1990.-ih bogata poslovna žena Judith DePaul i njena tvrtka IBP Aerospace, pregovarali su s NASA-om i Tupoljevom (kasnije s Rockwellom i Boeingom). Predložili su Tu-144 kao pokusni zrakoplov za Veliko Brzinski Komercijalni program (High Speed Commercial Research program), u namjeri kako bi napravili drugi naraštaj nadzvučnih putničkih zrakoplova. Godine 1995. Tu-144D (registracije 77114, napravljen 1981. i sa samo 82 sata i 40 minuta leta) uzet je iz spremišta i nakon opsežnih preinaka, koje su koštale 350 milijuna američkih dolara, stvoren je Tu-144LL (pri čemu je "LL" ruska kratica za leteći laboratorij). Napravio je sveukupno 27 letova 1996. i 1997. godine. Godine 1999., iako je program bio uspješan, prekinut je zbog nedostatka novčanih sredstava. 
U lipnju 2001. godine Tu-144LL je prodan preko Internetske aukcije za 11 milijuna američkih dolara. Međutim, zrakoplov se ipak nije prodao, kako potvrđuje TEJAVIA, jer kupac nije mogao popisati ugovor. Potpisivanje ugovora je spriječila ruska vlada, zato što Tu-144LL ima ugrađene naprednije NK-321 motore (preuzeti od bombardera Tu-160) koji pripadaju vojnom djelokrugu i zbog toga ne smiju izvan granica Ruske Federacije.
Nakon odlaska Concordea u mirovinu 2003., ponovno se pojavilo zanimanje za Tu-144LL od strane bogatih ljudi, koji su ga htjeli rabiti za prekoatlantsko obaranje brzinskih rekorda. Međutim, TEJAVIA-in agent Randall Stephens ih je savjetovao o visokim troškovima potrebnima kako bi se zrakoplov opet osposobio za let, čak ako i dobe privremeno dopuštenje od ruske vlade kako Tu-144LL zajedno sa svojim NK-321 motorima može na određeno vrijeme napustiti zračni prostor Ruske Federacije.
Godine 2005. na Moscow Air & Space Showu Randall Stephens pronašao je NK-321 motore kako stoje na izložbi, odvojeni od svog Tu-144LL, a sam Tu-144LL je doslovce hrđao na Tupoljevom pokusnom uporištu u Gromovu. 
Posljednja dva proizvedena zrakoplova registracije 77114 i 77115 nalaze se u Tupoljevoj proizvodnoj tvornici u Žukovskom. U ožujku 2006. na vijestima je rečeno kako su oni prodani za otpadne kovine. Međutim, stanovnici Žukovskog su uspjeli platiti ogroman iznos i zrakoplovi su spašeni. Bit će postavljeni kao spomenici na glavnom trgu.
Jedini Tu-144 koji je dostupan javnosti izvan Rusije je Tu-144D koji se nalazi u Sinsheim Auto & Technik Museumu u Njemačkoj. Tamo je prevezen u sastavnim dijelovima 2001., gdje ponosno stoji u svojim izvornim Aeroflotovim bojama tik do Concordea. Očito je sudbina htjela da dva zrakoplova ispred svog vremena završe u muzejima, i to jedan pored drugog, i ustupe mjesta današnjim podzvučnim i sporijim zrakoplovima.

## Korisnici Tu-144
- Aeroflot - bio u državnom vlasništvu za komercijalne svrhe
- Tupoljev - u privatnom vlasništvu za istraživačke svrhe
- NASA, Rockwell i Boeing - bio u privatnom vlasništvu (u suradnji s Tupoljevom) za istraživačke svrhe
- Sinsheim Auto & Technik Museum - u privatnom vlasništvu za muzejske svrhe

## Zaključak
Tu-144 bio je prvi putnički nadzvučni zrakoplov na svijetu. Nije bio samo surova preslika Concordea jer se u suštini razlikovao po mnogim tehničkim detaljima. Međutim, Tu-144 je trošio previše goriva, bio bučan, patio od lošeg ugleda (iako za to nikad nije bio kriv način gradnje već isključivo ljudska pogreška!) te, sve u svemu, nije donosio novac - čak je i Concordeu trebao dulji niz godina dok se nije pokazao isplativim. 
Njime je postavljen brzinski rekord od 2,4 Macha 31. prosinca 1968., a ustaljena mu je krstareća brzina 2,2 Macha. Time je postao (a zasad i ostao) najbrži putnički zrakoplov!
Inženjeri iz Tupoljeva objavili su 1990.-ih kako će započeti na proizvodnji drugog naraštaja putničkih nadzvučnih zrakoplova. Nasljednik Tu-144 trebao bi biti Tu-244. Međutim, osim grubog nacrta i par škrtih riječi, na tome se ostalo. 
Tu-144 se poput Concordea našao u krivo vrijeme. Obojica su završila u ropotarnici povijesti jer su se našli baš u kriznom naftnom razdoblju i nitko nije htio ulagati u proždrljivca goriva, pa su se obični podzvučni zrakoplovi opet pokazali dobrima. 

## Tehničke karakteristike
Osnovne karakteristike
- posada: 3
- kapacitet: uubičajeno 70-80 putnika, maksimalno 120-140.
- dužina: 65,50 m
- raspon krila: 28,8 m
- površina krila: 438 m2
- visina: 10,5 m

Letne karakteristike
- najveća brzina: 2.500 km/h(2 M)
- ekonomska brzina: 2.300 km/h (1,84 M)
- dolet: 6.500 km
- brzina penjanja: 3.000 m/min
- najveća visina leta: 18.000 m
- specifično opterećenje krila: 410,96 kg/m2
- motor: 4× Kolesov RD-36-51 turbomlazna motora s naknadnim izgaranjem

## Više informacija
- Službena stranica Tupoljeva: www.tupolev.ru/English  Arhivirana inačica izvorne stranice od 20. srpnja 2006. (Wayback Machine)
- Stranica Tu-144 poklonika: TU-144 SST Flying forever on the Internet
- NASA-ina stranica o Tu-144LL: www.nasa.gov  Arhivirana inačica izvorne stranice od 2. travnja 2016. (Wayback Machine)